# Xíxkino (Perm)
|  | Per a altres significats, vegeu «Xíxkino». |

Xíxkino (en rus: Шишкино) és un poble del krai de Perm, a Rússia, que en el cens del 2010 tenia 53 habitants.